# Moa Glacier
Moa Glacier är en glaciär i Antarktis. Den ligger i Östantarktis. Nya Zeeland gör anspråk på området. Moa Glacier ligger 1 085 meter över havet.
Terrängen runt Moa Glacier är bergig åt sydväst, men åt nordost är den kuperad. Trakten är obefolkad. Det finns inga samhällen i närheten. 